# 李忻
李忻（801年—828年11月25日），唐朝皇子，本名李寰，是唐宪宗李纯的第五子，生母不详。
贞元二十一年（805年），李寰被祖父唐顺宗封为高密郡王。元和元年（806年），李寰被父亲唐宪宗封为洋王，元和七年（812年），改名李忻。太和二年（828年）十月十五丁卯，李忻去世。李忻长子李沛，太和八年（834年），封颍川郡王。

## 延伸阅读
[在维基数据编辑]
 《舊唐書/卷175》，出自刘昫《舊唐書》